# The Marías
The Marías' és una banda d'indie pop de Los Angeles, Califòrnia, composta per la cantant principal porto-riquenya María Zardoya i el bateria natiu de Los Angeles Josh Conway. Són coneguts per interpretar cançons tant en anglès com en espanyol, a més d'infondre la seva música amb elements com a percussió de jazz, riffs de guitarra i solos de trompeta. En el seu xou en viu, amb Zardoya com a veu principal i Conway a la bateria, s'uneixen Jesse Perlman amb la guitarra, Doron Zounes en el baix, Edward James en els teclats i Gabe Steiner amb la trompeta. Carter Lee va ser el seu baixista fins al 2019.

## Història
La banda porta el nom de la seva cantant principal María Zardoya, qui va néixer a Puerto Rico i va créixer a Atlanta, Geòrgia. Ella i el seu company Josh Conway, el bateria, es van conèixer en un espectacle en Kibitz Room, el bar musical dins de Canter's Deli a Los Angeles. Ella actuava en el local i ell s'encarregava del so, una cosa que mai abans havia fet. Van començar a escriure gairebé immediatament després de conèixer-se i posteriorment van començar a sortir. Ràpidament van reclutar amics propers per unir-se a la banda. Edward James als teclats i Jesse Perlman a la guitarra. Se'ls va oferir l'oportunitat de produir cançons per a televisió, la qual cosa els va ajudar a buscar la sensació visual i sonora que buscaven, però quan no es va materialitzar, van utilitzar els seus enregistraments per produir EP, titulat "Superclean Vol" Vol. I es va llançar el 2017, mentre que la seva continuació, Vol. II es va llançar el 2018.
El 2018, van col·laborar amb Triathalon en la cançó “Drip”, que es va llançar com a senzill.
Al setembre de 2021, el seu senzill «Hush» va encapçalar la llista Billboard Adult Alternative Airplay, convertint-se en el seu primer senzill en el cim de la llista. El 23 de novembre, The Recording Academy va anunciar que l'àlbum debut de la banda, Cinema, va ser nominat a un Grammy en la categoria "Millor àlbum dissenyat, no clàssic".
En 2022, la banda es va anar de gira en promoció de Cinema, a més d'obrir per a Halsey en la seva Love and Power Tour.
En 2022, van col·laborar amb Bad Bunny en la cançó “Otro Atardecer” del seu àlbum Un Verano sin Ti.
En el 2023, van participar amb Cuco en la cançó “Si Me Voy”, que es va llançar com a senzill, i també amb Tainy i Young Miko en la cançó “Mañana” de l'àlbum Data de Tainy. Més tard, al 2023, van col·laborar amb Eyedress en les cançons “Separate Ways” i “A Room Up in the Sky”.
Al febrer de 2024, The Marías van llançar un tràiler del seu pròxim àlbum, Submarine. Al març de 2024, van publicar el seu primer senzill de l'àlbum anomenat “Run Your Mouth”, així com van anunciar que Submarine es llançaria el 31 de maig de 2024. A l'abril de 2024, va veure la llum el segon senzill de Submarine, “Lejos de Ti” i més tard van revelar la llista de cançons de Submarine. El 3 de maig de 2024 van llançar dos senzills simultàniament: “No One Noticed” i “If Only”.

## Discografia

### Àlbums d'estudi
- Cinema (2021) – Núm. 176 EE. UU Billboard 200[17]
- Submarine (2024) – Núm. 17 EE. UU Billboard 200

### EPs
- Superclean Vol. I (2017)
- Superclean Vol. II (2018)

### Senzills
- "Drip" (amb Triathalon) (2018)
- "...Baby One More Time" (2019)
- "Out for the Night" (live) (2019)
- "Hold It Together" (2020)
- "Jupiter" (2020)
- "Exit Music for a Film" (2020)
- "Care for You" (2020)
- "Bop It Up!" (2020)
- "We're the Lucky Ones" (2020)
- "Hush" (2021)
- "Un Millión" (2021)
- "Little by Little" (2021)
- "Kyoto" (The Marías Remix) (2021)
- "In or In-Between" (Remix) (2021)
- "Hush" (Still Woozy Remix) (2021)
- "Hush" (Spotify Singles) (2021)
- "Dakiti" (Spotify Singles) (2021)
- "Si Me Voy" (amb Bufó) (2023)
- "Mañana" (amb Tainy i Young Miko) (2023)
- "Separate Ways" (amb Eyedress) (2023)
- "A Room Up in the Sky" (amb Eyedress) (2023)
- "Run Your Mouth" (2024)
- "Lejos de Ti" (2024)
- "No One Noticed" (2024)
- "If Only" (2024)